# کلود بووز-لیون، چهاردهمین ارل استراثمور و کینگهورن
کلود بووز-لیون، چهاردهمین ارل استراثمور و کینگهورن (انگلیسی: Claude Bowes-Lyon, 14th Earl of Strathmore and Kinghorne؛ ۱۴ مارس ۱۸۵۵ – ۷ نوامبر ۱۹۴۴) معروف به لرد گلامیس اشراف‌زاده بریتانیایی و پدر الیزابت، شهبانوی مادر و پدربزرگ الیزابت دوم بود.
وی همچنین مفتخر به دریافت نشان‌هایی همچون نشان گل خار، نشان بند جوراب، و نشان سلطنتی ویکتوریایی شده‌است.